# PVAc-lijm

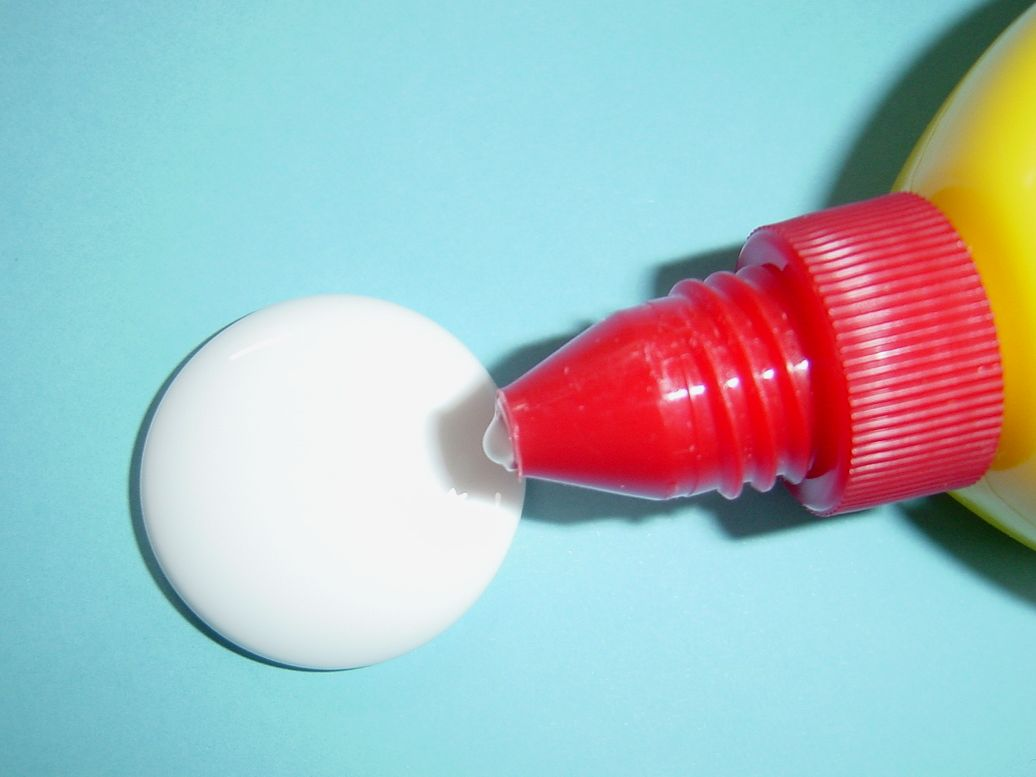
PVAc-lijm

PVAc-lijm (polyvinylacetaat-lijm), ook wel witte houtlijm of schoollijm genoemd, is een vaak witte, dik pastavormige, thermoplastische synthetische lijm die wordt gebruikt voor het verlijmen van hout.
De bekende witte houtlijm is een dispersie van polyvinylacetaat in water. De lijmverbinding komt tot stand door verdamping (of absorptie) van het water. 
Om de eigenschappen van deze lijmen te verbeteren worden additieven gebruikt zoals emulgatoren, schutcolloïden, weekmakers en/of anti-schuimmiddelen. Deze toevoegingen hebben de neiging om te migreren (zich te verplaatsen) uit de kleeflaag nadat de lijm is aangebracht. 
Onderzoek aan de Rijksuniversiteit Groningen toonde aan dat deze tot nu toe op olie gebaseerde toevoegingen vervangen kunnen worden door 'groenere' zetmeelverbindingen gebaseerd op een nieuw soort zetmeel, het zogeheten 'waxy' aardappelzetmeel. Waxy (amylopectine) aardappelzetmeelproducten genereren een hogere viscositeit en stabiliteit dan de tegenhangers op basis van gewoon aardappelzetmeel.
PVAc-houtlijm kan ook geperst worden met een warme strijkbout. Polyvinylacetaat wordt na verwarming zacht.
De droogtijd van PVAc-houtlijm is sterk afhankelijk van de luchtvochtigheid en van het gebruikte type lijm. Voor de klassieke houtlijm is de droogtijd van enkele uren tot enkele dagen, sneldrogende houtlijmen zijn in 5 minuten droog.
Toepassingsgebieden zijn:
- Constructielijm (bouw)
- Meubelen
- Textiellijm
- Fineer
- Papieren verpakkingen
- Boekbinden